# کلاید سسنا
کلاید وِرنُن سِسنا (۵ دسامبر، ۱۸۷۹ – ۲۰ نوامبر، ۱۹۵۴) طراحِ هواگرد، خلبان و پدیدآورِ شرکتِ سسنا در ایالات متحده آمریکا بود.
کلاید هنگامی که یک ماجراجویی و آزمایشِ هوانوردی در کانزاس را به چشم دید، به این‌کار علاقه‌مند شد. وی پیش از این نیز در اختراعِ برخی ابزارِهای مهندسی تجربه داشت.

## میراث
وی در سالِ ۱۹۷۸ به تالارِ مشاهیرِ هوانوردی پیوست.